# Patrick Puchegger
Patrick Florian Puchegger (* 4. Mai 1995 in Oberndorf an der Melk) ist ein österreichischer Fußballspieler.

## Karriere

### Verein
Puchegger begann beim SV Oberndorf, einem in seinem Geburtsort im niederösterreichischen Bezirk Scheibbs ansässigen Mehrspartenverein, mit dem Fußballspielen. Von 2009 bis 2013 war er Angehöriger der AKA St. Pölten, bevor er vom FC Bayern München für deren A-Juniorenmannschaft verpflichtet wurde. Zur Saison 2014/15 rückte er in die zweite Mannschaft auf und kam in der viertklassigen Regionalliga Bayern zum Einsatz. Sein Debüt gab er am 29. August 2014 (9. Spieltag) beim 2:1-Sieg im Heimspiel gegen den FV Illertissen mit Einwechslung für Nikola Jelisić in der 85. Minute; sein erstes von zwei Toren in elf Punktspielen erzielte er am 17. April 2015 (29. Spieltag) beim 2:0-Sieg im Heimspiel gegen den VfR Garching mit dem Treffer zum 1:0 per Kopf in der 36. Minute. Im Juli 2015 zog er sich einen Kreuz- und Innenbandriss zu, woraufhin er in der Saison 2015/16 nur zwei Punktspiele bestritt. Nach 19 Spielen in der Saison 2016/17 wurde sein Vertrag nicht verlängert.
Daraufhin kehrte er nach Österreich zurück und erhielt mit Saisonbeginn 2017/18 beim Bundesligisten SK Sturm Graz einen bis zum 30. Juni 2018 gültigen Vertrag. Sein Pflichtspieldebüt für die Grazer gab er am 16. Juli 2017 beim 3:0-Erstrundensieg im ÖFB-Cup beim FC Hard mit der Einwechslung für Martin Ovenstad in der achten Minute. 14 Tage später debütierte er in der Bundesliga beim 3:2-Sieg am zweiten Spieltag im Auswärtsspiel gegen FK Austria Wien.
Zur Saison 2018/19 wechselte er zum Ligakonkurrenten SKN St. Pölten. Nach einem halben Jahr und einem Ligaeinsatz bei St. Pölten wechselte er im Jänner 2019 leihweise zum Zweitligisten SKU Amstetten. Während seiner eineinhalbjährigen Leihe kam er zu 41 Einsätzen für Amstetten in der 2. Liga. Zur Saison 2020/21 wurde er von Amstetten fest verpflichtet.
Nach insgesamt 70 Zweitligaeinsätzen für die Niederösterreicher wechselte er zur Saison 2021/22 innerhalb der Liga zum Floridsdorfer AC. Für die Wiener kam er zu 27 Einsätzen, in denen er vier Tore erzielte. Zur Saison 2022/23 schloss er sich dem Ligakonkurrenten FC Admira Wacker Mödling an, bei dem er einen bis Juni 2024 laufenden Vertrag erhielt. Nach seinem Vertragsende verließ er die Admira nach der Saison 2023/24.
Im Anschluss kehrte Puchegger zur Saison 2024/25 nach Floridsdorf zurück, wo er einen bis Juni 2025 laufenden Vertrag erhielt. Für den FAC kam er zu 19 Zweitligaeinsätzen. Zur Saison 2025/26 wechselte er zum Regionalligisten Wiener Sport-Club.

### Nationalmannschaft
Im September 2013 spielte Puchegger erstmals für eine österreichische Jugendnationalauswahl; für die U-19-Nationalmannschaft kam er gegen die Auswahlmannschaft Nordirlands zum Einsatz. Er nahm ferner an der vom 19. bis 31. Juli 2014 in Ungarn ausgetragenen Europameisterschaft teil und kam in den Gruppenspielen gegen die Auswahlen Ungarns und Portugals zum Einsatz, schied jedoch mit seiner Mannschaft nach der 0:4-Halbfinalniederlage gegen den späteren Turniersieger aus Deutschland aus dem Wettbewerb aus.
2015 kam er erstmals für die U-20-Nationalmannschaft zum Einsatz und nahm ebenso an der vom 30. Mai bis 20. Juni 2015 in Neuseeland ausgetragenen Weltmeisterschaft teil. Bis zum Achtelfinal-Aus gegen die Auswahl Usbekistans, kam er lediglich beim torlosen Unentschieden im letzten Gruppenspiel gegen die Auswahl Argentiniens zum Einsatz.

## Erfolge
- Österreichischer Cup-Sieger: 2018